# Barcellona Pozzo di Gotto
Barcellona Pozzo di Gotto (sizilianisch: Baccialona Pizzaottu) ist eine Gemeinde in der Metropolitanstadt Messina in der Region Sizilien in Italien mit 39.817 Einwohnern (Stand 31. Dezember 2023).

## Lage und Daten
Barcellona Pozzo di Gotto liegt 46 km westlich von Messina an der Ostküste des Golfes von Patti. Der Ort besteht aus den Ortsteilen Barcellona und Pozzo di Gotto. Die Einwohner arbeiten hauptsächlich in der Landwirtschaft (Zitrusfrüchte, Oliven und Getreide), im Handwerk und in der Glas- und Textilindustrie. Weitere Arbeitsplätze gibt es im Tourismus.
Der Bahnhof Barcellona-Castroreale liegt an der Bahnstrecke Fiumetorto–Messina, die Fahrzeit nach Messina Centrale beträgt etwa 35 Minuten. Barcellona Pozzo di Gotto hat einen Autobahnanschluss (Barcellona) an der A20/E90 (Messina–Palermo). 
Die Nachbargemeinden sind Castroreale, Merì, Milazzo, Santa Lucia del Mela und Terme Vigliatore.

## Geschichte
Barcellona wurde im 17. Jahrhundert gegründet. Pozzo di Gotto besteht seit dem 16. Jahrhundert. 1865 vereinigten sich beide Ortsteile zu einer Gemeinde.

## Sehenswürdigkeiten
Die Pfarrkirche San Sebastian aus dem 17. Jahrhundert wurde 1936 zerstört und in der Via Roma wieder aufgebaut. Im Inneren befindet sich das Gemälde Die Jungfrau und der Heilige Franziskus von Gaspare Camarda aus dem Jahre 1606. In der Kirche di Basiliani befindet sich eine umfangreiche Büchersammlung.
Das Museo etnostorico Nello Cassata ist ein Völkerkundemuseum.

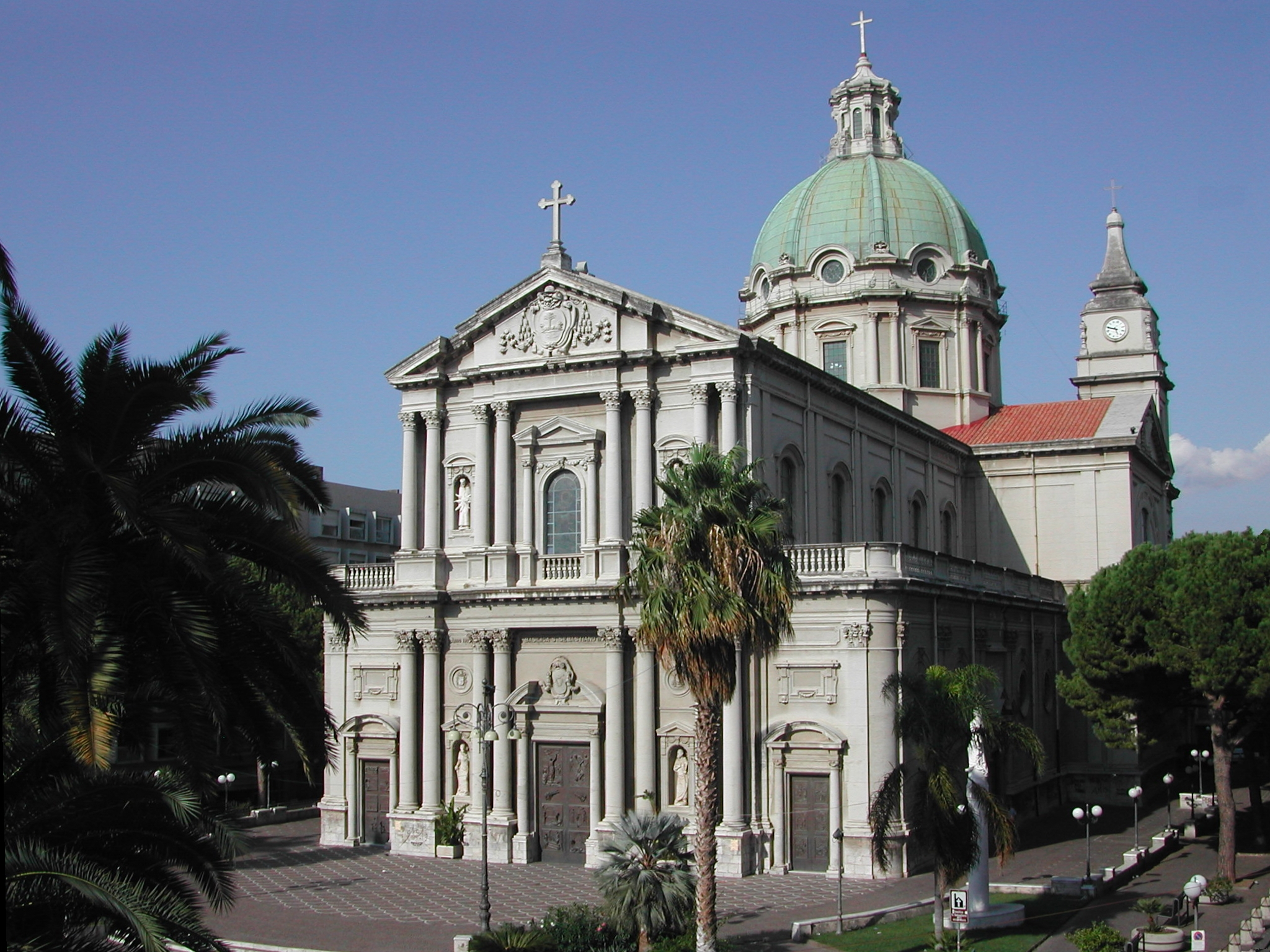
Basilica San Sebastiano
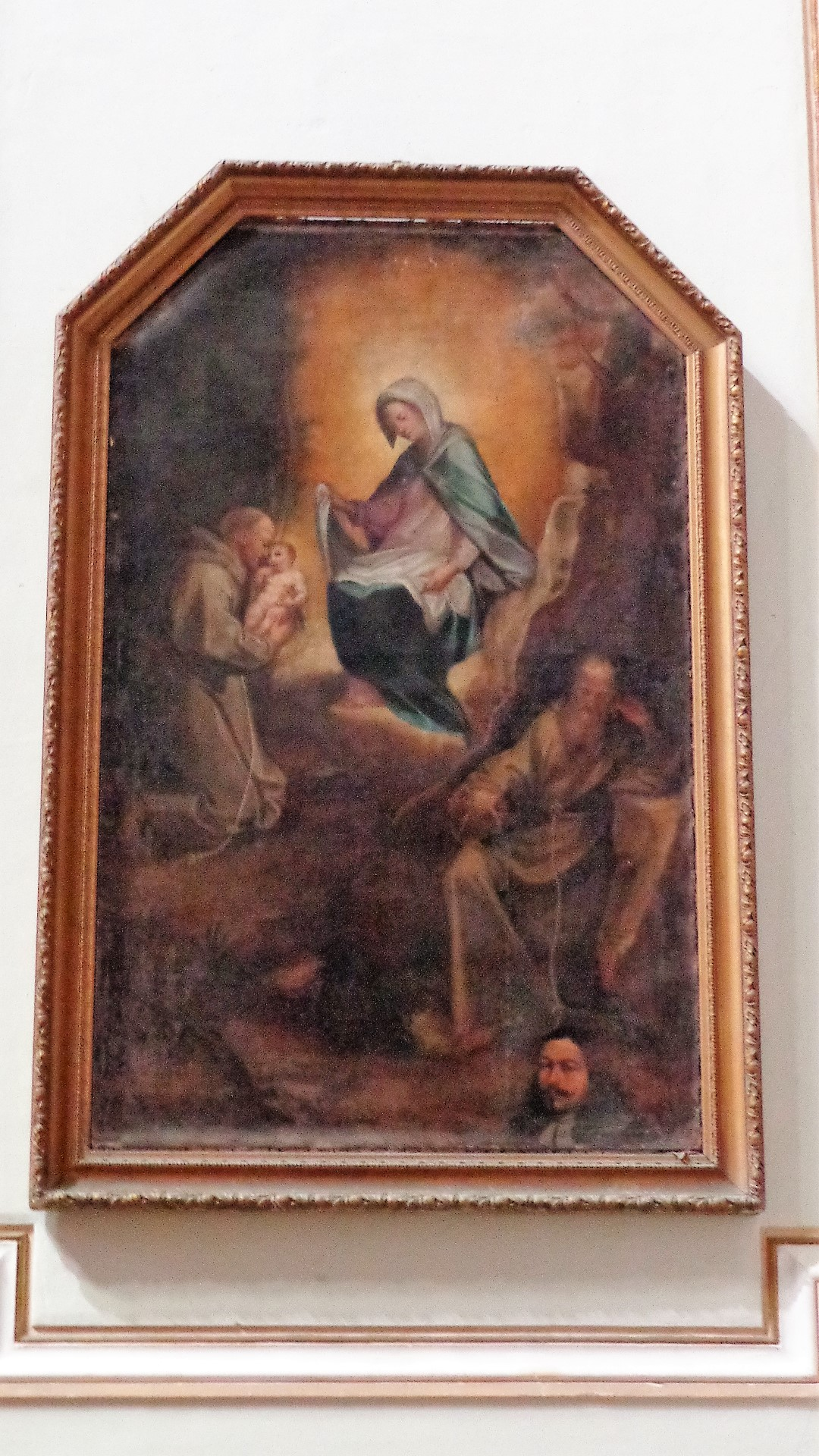
Gemälde von G. Camarda in der Basilica
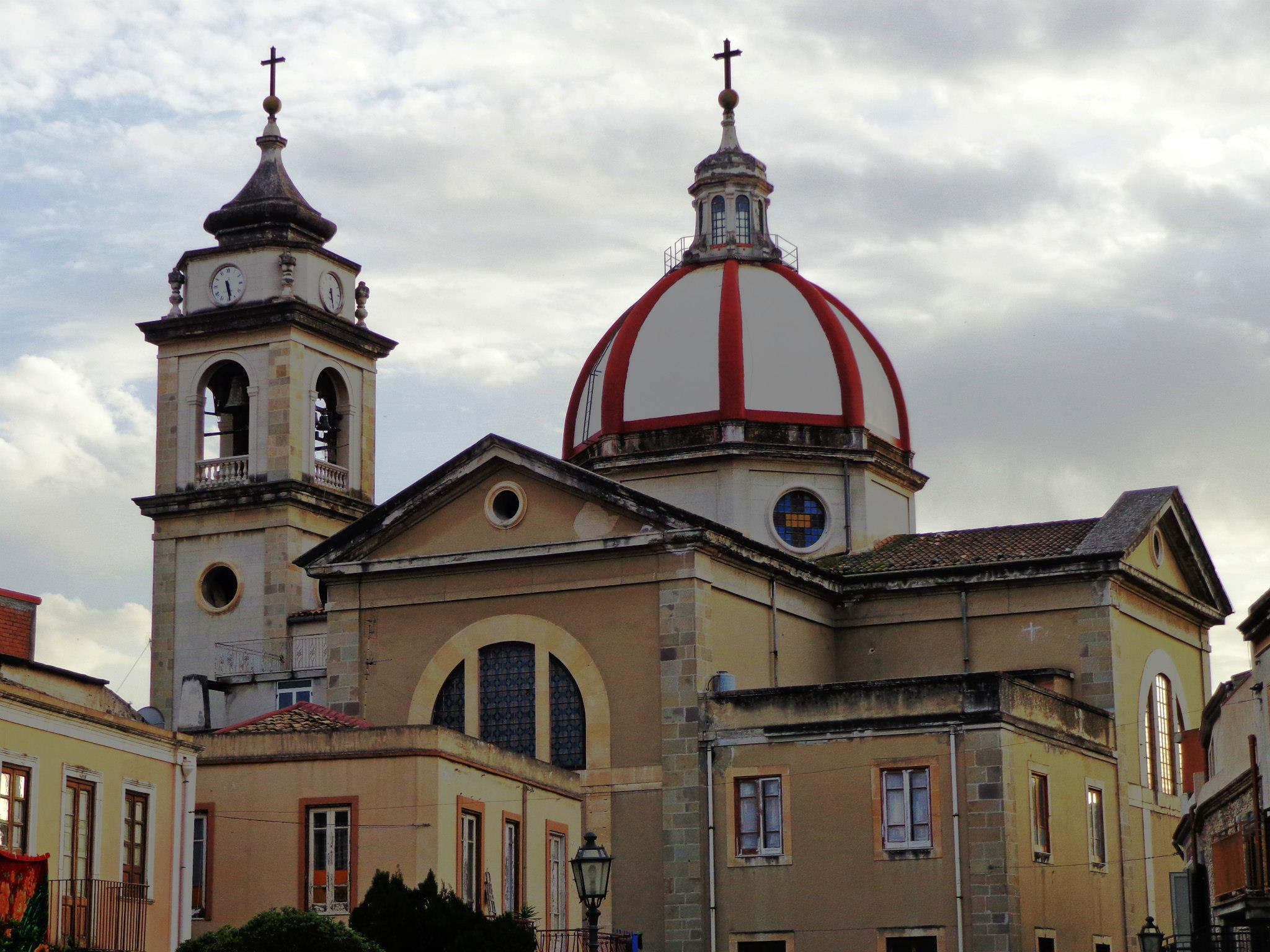
Dom Santa Maria Assunta
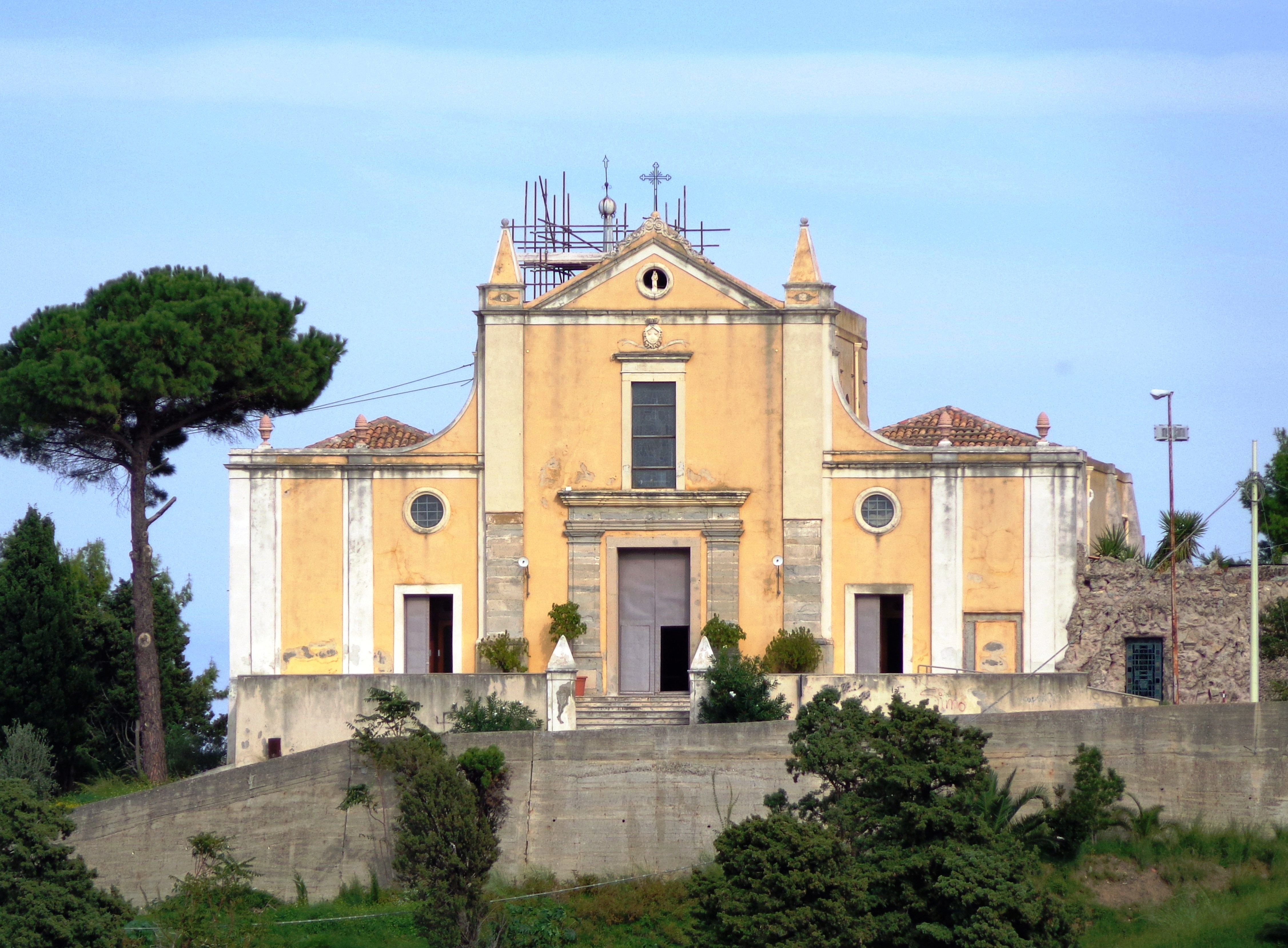
Chiesa del Carmine
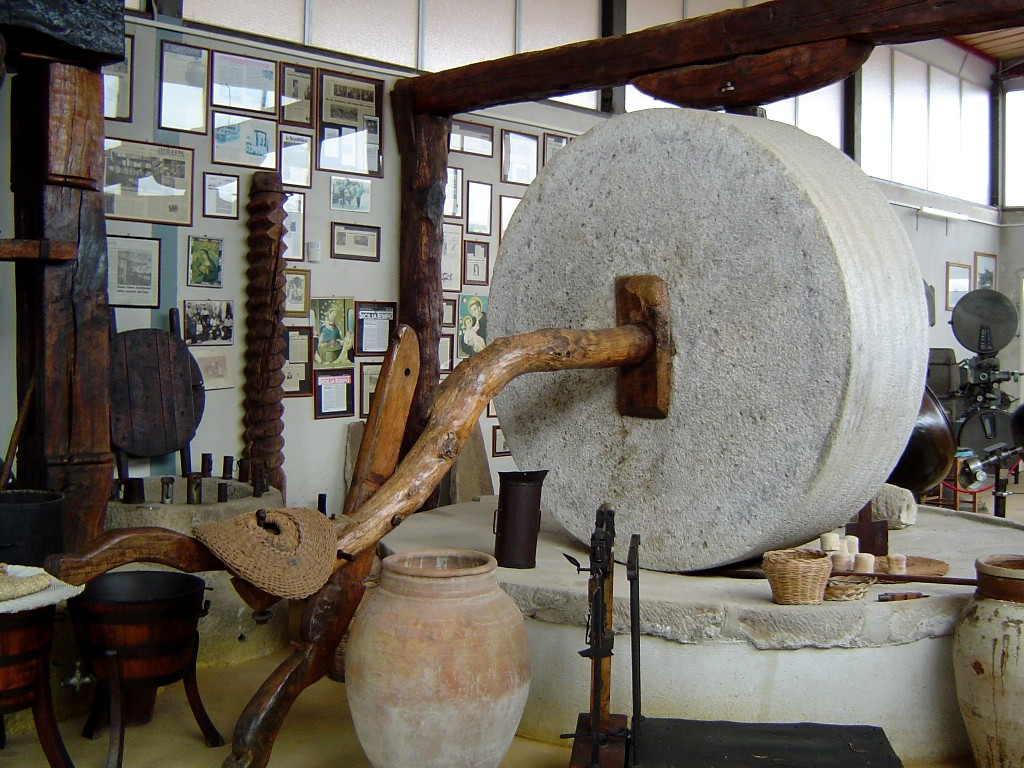
Exponate im Museo etnostorico

## Söhne des Ortes
- Michele Maccarrone (1910–1993), Kirchenhistoriker
- Salvatore Isgró (1930–2004), römisch-katholischer Geistlicher, Erzbischof von Sassari
- Mario Paciello (* 1937), römisch-katholischer Geistlicher, Bischof von Telese o Cerreto Sannita (1991–1997) und Altamura-Gravina-Acquaviva delle Fonti (1997–2013)